# جيرارد توبير
جيرارد توبير (مواليد 26 أكتوبر 1938) هو مبارز بالسيف أسترالي، مثّل بلاده في الألعاب الأولمبية الصيفية 1964.

## روابط رياضية
جيرارد توبير على موقع أوليمبيديا (الإنجليزية)
- جيرارد توبير على موقع اللجنة الأولمبية الأسترالية (الإنجليزية)